# Chrysotus chaetoproctus
Chrysotus chaetoproctus är en tvåvingeart som beskrevs av Octave Parent 1933. Chrysotus chaetoproctus ingår i släktet Chrysotus och familjen styltflugor. Inga underarter finns listade i Catalogue of Life.